# Natasha Kai
Natasha Kai, född den 22 maj 1983 i Kahuku, Hawaii, är en amerikansk fotbollsspelare. Vid fotbollsturneringen under OS 2008 i Peking deltog hon i det amerikanska laget som tog guld.